# Leo Mittler
Leo Mittler (* 18. Dezember 1893 in Wien; † 16. Mai 1958 in West-Berlin) war ein österreichischer Theater- und Filmregisseur und Drehbuchautor.

## Leben
Mittler studierte an der Wiener Akademie für Musik und Darstellende Kunst und war danach als Schauspieler an Theatern in Deutschland und Österreich tätig, ab 1910 übernahm er Theaterregieen. Er wirkte unter anderem in Berlin an der Volksbühne und dem Deutschen Theater.
Seit 1926 war Leo Mittler auch als Filmregisseur tätig. Sein wichtigster Beitrag war der 1929 bei Prometheus Film entstandene sozialkritische Film Jenseits der Straße, der als ein Hauptwerk des proletarischen Films gilt. 1930 ging Mittler nach Paris und war für Paramount als Regisseur tätig. Über England emigrierte er später in die USA und war dort von 1939 bis 1948 als Drehbuchautor beschäftigt. Danach bemühte er sich wieder um Arbeit an deutschen und österreichischen Theatern. Neben seinen Inszenierungen schuf er auch die deutschsprachigen Fassungen einer Reihe von Theaterstücken, darunter Werke von William Inges. Vor seinem Tod in West-Berlin war er auch für das westdeutsche Fernsehen tätig.
Nachdem 1945 Liesl Franks erster Mann Bruno Frank gestorben war, heiratete sie 1948 Leo Mittler, mit dem sie in New York und ab den 1950er Jahren in Hamburg lebte. Nach der Heirat nahm Liesl oder Elisabeth Frank den Familiennamen Frank-Mittler an.

## Filmografie
| - 1926: In der Heimat, da gibt’s ein Wiedersehn! - 1928: Serenissimus und die letzte Jungfrau - 1929: Jenseits der Straße - 1930: Der König von Paris - 1930: Es gibt eine Frau, die Dich niemals vergißt - 1931: Das Konzert - 1931: Tropennächte - 1931: Jede Frau hat etwas - 1931: La Incorregible - 1931: Sonntag des Lebens | - 1931: Die Nächte von Port Said (Les Nuits de Port Said) - 1931: Der Sprung ins Nichts - 1931: Leichtsinnige Jugend - 1932: Une nuit à l’hôtel - 1933: Amour et publicité - 1934: Die Stimme ohne Gesicht (La voix sans visage) - 1935: Honeymoon for Three - 1936: Cheer Up - 1936: The Last Waltz |